# Adam Michalski (trener piłkarski)
Adam Michalski (ur. 3 sierpnia 1948 w Makowie Mazowieckim, zm. 24 lipca 2024 w Zabrzu) – polski trener piłkarski, który działał z drużynami piłkarskimi na Śląsku.

## Kariera trenerska
W wieku 25 lat rozpoczął pracę trenerską w Górniku Zabrze, gdzie pracował jako trener w różnych kategoriach wiekowych. W latach 1980–1983 pełnił rolę asystenta Zdzisława Podedwornego w zespole Górnika.
Następnie w latach 1986-89 pracował w zespole Walki Makoszowy. W sezonie 1989/1990 był trenerem w Concordii Knurów. 
W roku 1990 został ponownie asystentem Zdzisława Podedwornego, lecz tym razem w Ruchu Chorzów. W roli asystenta spędził jeden sezon.
Następnym krokiem był powrót na ławkę trenerską do zespołu Walki Makoszowy w 1994 roku.
Sezon 1994/1995 spędził w drugoligowym Naprzodzie Rydułtowy, gdzie osiągnął z zespołem z Rydułtów 5 miejsce w grupie zachodniej II ligi.
Po udanym sezonie w Rydułtowach został 21 czerwca 1995 roku trenerem pierwszej drużyny Górnika Zabrze, występującej na najwyższym szczeblu rozgrywkowym. Drużynę poprowadził w 26 spotkaniach w lidze, pucharze Polski oraz Pucharze Intertoto, gdzie Zabrzanie mierzyli się między innymi z FC Basel czy Sheffield Wednesday. Prowadząc klub z Zabrza dał szansę debiutu 18-letniemu wówczas Grzegorzowi Bonkowi oraz Marcinowi Kuźbie jesienią 1995 roku. Funkcję pierwszego trenera pełnił do 2 kwietnia 1996 roku, odchodząc w trakcie rundy wiosennej. 
Po przygodzie jako pierwszy trener Górnika Zabrze został trenerem Górnika Pszów w sezonie 1996/1997. Kolejnym przystankiem w sezonie 1997/1998 została ponownie Concordia Knurów, którą prowadził jeden sezon.
W latach 2001-06 był trenerem w Slavii Ruda Śląska, natomiast później w sezonie 2006/2007 pracował w Uranii Ruda Śląska.